# Área metropolitana de State College
El Área Metropolitana de State College y oficialmente como Área Estadística Metropolitana de State College, PA MSA tal como lo define la Oficina de Administración y Presupuesto, es un Área Estadística Metropolitana centrada en el borough de State College en el estado estadounidense de Pensilvania. El área metropolitana tenía una población en el Censo de 2010 de 153.990 habitantes, convirtiéndola en la 255.º área metropolitana más poblada de los Estados Unidos. El área metropolitana de State College comprende solamente el condado de Centre y la localidad más poblada es el borough de State College.

## Composición del área metropolitana

### Boroughs
Bellefonte |
Centre Hall |
Howard |
Milesburg |
Millheim |
Philipsburg |
Port Matilda |
Snow Shoe |
State College |
Unionville 

### Municipios
Benner |
Boggs |
Burnside |
College |
Curtin |
Ferguson |
Gregg |
Haines |
Halfmoon |
Harris |
Howard |
Huston |
Liberty |
Marion |
Miles |
Patton |
Penn |
Potter |
Rush |
Snow Shoe |
Spring |
Taylor |
Union |
Walker |
Worth 

### Lugares designados por el censo
Aaronsburg |
Baileyville |
Blanchard |
Boalsburg |
Clarence |
Coburn |
Houserville |
Julian |
Lemont |
Madisonburg |
Monument |
North Philipsburg |
Park Forest Village |
Pine Glen |
Pine Grove Mills |
Pleasant Gap |
Ramblewood |
Rebersburg |
Sandy Ridge |
Spring Mills |
Stormstown |
Woodward |
Zion 

### Áreas no incorporadas
Peru